# 5839 GOI
Az 5839 GOI (ideiglenes jelöléssel 1974 SJ3) a Naprendszer kisbolygóövében található aszteroida. Nyikolaj Sztyepanovics Csernih fedezte fel 1974. szeptember 21-én.